# 新倉ゆかり
新倉 ゆかり（にいくら ゆかり、1986年1月2日 - ）は日本のグラビアアイドルである。東京都出身。ステイトリーズ・ガーデン所属。東京都国分寺市立第三中学校、東京都立久留米西高等学校卒業。

## 出演

### テレビ
- インリンのM時ですョ!（2007年4月-9月、サンテレビ）
- 踊る!さんま御殿!!（2007年5月29日、日本テレビ）

### 雑誌
- フライデー (雑誌)
- ヤングアニマル
- 週刊実話

### その他
- 月刊100アニバーサリー
- 萌えポーズ集
- ダイナマイトチャンネル！
- auモバイル写真集
- DVD【ゆかりの甘いもの】[1]